# Taffelbjerget
 For alternative betydninger, se Taffelbjerget (flertydig). (Se også artikler, som begynder med Taffelbjerget)
Taffelbjerget er et bjerg nær Kapstaden i Sydafrika. Bjerget er 1.086 m højt.
Taffelbjerget hedder på engelsk Table Mountain, fordi den flade top ligner en bordplade (table). Når skyer driver ind og dækker toppen siger de lokale, at "bordet har fået dug på".
| Bjerg | Spire Denne artikel om et bjerg eller en bjergkæde er en spire som bør udbygges. Du er velkommen til at hjælpe Wikipedia ved at udvide den. |

33°57′44″S 18°24′49″Ø / 33.96216°S 18.41352°Ø